# Mychitar Heraci
Mychitar Heraci (orm. Մխիթար Հերացի) – ormiański lekarz z XII wieku.
Urodził się w miejscowości Choj, która leży w dzisiejszym północno-zachodnim Iranie. Mychitar Heraci posługiwał się językami greckim, perskim i arabskim. Heraci jest nazywany "ojcem ormiańskiej medycyny".
Kompletny rękopis pracy Łagodzenie gorączki (orm. Ջերմանց Մխիթարություն, Dżermanc Mychitarutiun), dzieła encyklopedycznego, w którym omawiał m.in. chirurgię, dietę i psychoterapię, odnaleziono w Konstantynopolu w 1727 roku i przekazano do Francuskiej Biblioteki Narodowej w Paryżu.
Patron Państwowego Uniwersytetu Medycznego w Erywaniu.